# Сатмар
Са́тмар, Са́тмарський коміта́т (угор. Szatmár vármegye, рум. comitatul Sătmar, лат. comitatus Szatmariensis) — історичний комітат в східній частині Угорського королівства. Столицею комітату було місто Нодькарой (угор. Nagykároly, нині місто Карей в Румунії). Існував до 1919 року. Сьогодні менша частина території колишнього комітату (близько 1/4 площі) входить до складу Угорщини в сучасний медьє Саболч-Сатмар-Береґ, більша частина (близько 3/4 площі) розташована на північному заході Румунії (повіт Сату-Маре та Мармарош). Також невелика територія з околицями села Велика Паладь зараз є частиною України (Закарпатської області).

## Географія
Сатмарський комітат межував на півночі з комітатами Береґ, Уґоча, Мармарош, на сході — з комітатом Сольнок-Добока, на півдні — Сіладь та Бігар, на заході — з комітатом Сабольч. Розташовувався на південь від річки Тиса. Через територію комітату протікала річка Самош. Станом на 1910 рік площа комітату Сатмар становила 6 257 км².

## Населення

### 1900
Кількість жителів комітату Сатмар в 1900 році нараховувала 367 570 тис. осіб і складалася з наступних мовних спільнот, серед них:
Населення:
- Угорці: 235 015 (63,9 %)
- Румуни: 118 770 (32,3 %)
- Німці: 11 763 (3,2 %)
- Словаки: 449 (0,1 %)
- Русини: 279 (0,0 %)
- Хорвати: 246 (0,0 %)
- Серби: 20 (0,0 %)
- Інші або не відповіли: 1 028 (0,3 %)

За даними перепису 1900 року, комітат складався з наступних релігійних громад:
Релігійні громади:
- Греко-католики: 156 063 (42,5 %)
- Кальвіністи: 118 866 (32,3 %)
- Католики: 62 803 (17,1 %)
- Євреї: 26 405 (7,2 %)
- Православні: 2 260 (0,6 %)
- Лютерани: 1 049 (0,3 %)
- Унітарії: 40 (0,0 %)
- Інші або не відповіли: 84 (0,0 %)

### 1910
Кількість жителів комітату Сатмар в 1910 році нараховувала 396 632 тис. осіб і складалася з наступних мовних спільнот, серед них:
Населення::
- Угорці: 268 385 (67,7 %)
- Румуни: 119 760 (30,2 %)
- Німці: 6 670 (1,7 %)
- Словаки: 425 (0,0 %)
- Русини: 114 (0,0 %)
- Хорвати: 66 (0,0 %)
- Серби: 27 (0,0 %)
- Інші або не відповіли: 1 185 (0,3 %)

За даними перепису 1910 року, комітат складався з наступних релігійних громад:
Релігійні громади:
- Греко-католики: 168 870 (42,6 %)
- Кальвіністи: 126 826 (32,0 %)
- Католики: 67 924 (17,1 %)
- Євреї: 29 468 (7,4 %)
- Православні: 2 202 (0,6 %)
- Лютерани: 1 237 (0,3 %)
- Унітарії: 46 (0,0 %)
- Інші або не відповіли: 59 (0,0 %)

## Адміністративний поділ
| Округи (угор. járás)                                          | Округи (угор. járás) |
| Округ                                                         | Адм. центр           |
| ------------------------------------------------------------- | -------------------- |
| угор. Nagykároly                                              | Карей                |
| угор. Szatmárnémeti                                           | Сату-Маре            |
| угор. Csenger                                                 | Ченгер               |
| угор. Fehérgyarmat                                            | Фехердьярмат         |
| угор. Mátészalka                                              | Матесалка            |
| угор. Szinérváralja                                           | Сейнь                |
| угор. Nagybánya                                               | Бая-Маре             |
| угор. Nagysomkút                                              | Шомкута-Маре         |
| угор. Erdőd                                                   | Ардуд                |
| Комітатські муніципалітети (угор. törvényhatósági jogú város) |                      |
| угор. Szatmárnémeti, Сату-Маре                                |                      |
| Окружні муніципалітети(угор. rendezett tanácsú város)         |                      |
| угор. Nagykároly, Карей                                       |                      |
| угор. Nagybánya, Бая-Маре                                     |                      |
| угор. Felsőbánya, Бая-Маре                                    |                      |